# 珠海港
珠海港是廣東省珠江三角洲的沿岸港口之一，也是廣東省的五大樞紐港口之一。珠海港现在由東部的萬山、香洲、九洲、唐家，西部的高欄、洪灣、斗港共計7大港區構成。以高欄港為主要部分。2017年，珠海港的貨物吞吐量達227萬TEU，增長率達37.3%，使得珠海港的貨物吞吐量位居世界第73位，成長率更是世界第二。
珠海港的營運企業珠海港股份有限公司是深圳證券交易所的上市公司。

### 高欄港
高欄港於2012年广珠铁路開進港區。